# Фірас Аль-Бурайкан
Фірас Аль-Бурайкан (араб. فراس البريكان‎; нар. 14 травня 2000) — саудівський футболіст, нападник клубу «Аль-Наср» (Ер-Ріяд).

## Клубна кар'єра
У дорослому футболі дебютував 2018 року виступами за команду клубу «Аль-Наср» (Ер-Ріяд), кольори якої захищає й донині.

## Виступи за збірні
2018 року дебютував у складі юнацької збірної Саудівської Аравії, взяв участь у 5 іграх на юнацькому рівні, відзначившись одним забитим голом.
З 2017 року залучався до складу молодіжної збірної Саудівської Аравії. З командою до 20 років поїхав на молодіжний чемпіонат світу 2019 року у Польщі.

## Титули і досягнення
- Чемпіон Саудівської Аравії (1):

«Ан-Наср»: 2018-19
- Володар Суперкубка Саудівської Аравії (2):

«Ан-Наср»: 2019, 2020
Збірні
- Переможець Юнацького (U-19) кубка Азії: 2018
- Чемпіон Азії (U-23): 2022